# إييماسا كايومي
إييماسا كايومي (家弓家正 كايومي إييماسا، 31 أكتوبر 1932 - 30 سبتمبر 2014 ); ممثل ياباني.

## أدواره في الأنمي

### مسلسلات أنمي تلفزيونية
- المحقق كونان - جيمز بلاك
- ون بيس - نيفيرتاري كوبرا (الصوت الأول)
- خيميائي الفولاذ: فل ميتال ألكيميست - الراوي، هومونكولوس/الوالد/القزم داخل القارورة
- جانجريف - بيغ دادي
- داركر ذان بلاك: المقاول الأسود - دكتور شريدر
- كرونو كروسيد - ريكاردو هندريك
- شين مازنجر الجزء Z - شتروهايم
- عدنان ولينا - علام
- أليسون و ليليا - والتر ماكميلان
- كايبا - ترايتون
- وولفرين - كو
- بوكيمون دياموند/بيرل - بروفسور روان
- جاندام بيلد فايترز - رئيس فريق نيميسيس

### أفلام أنمي
- الفرقة المتنقلة المدرعة - سيد الدمى
- ون بيس: أميرة الصحراء والقراصنة - نيفيرتاري كوبرا
- ناوسيكا أميرة وادي الرياح - كوروتوا
- سينت سيا: المعركة الحامية - دربال
- لوبين الثالث ضد المحقق كونان: الفيلم - جيمز بلاك
- بروفسور لايتون آند ذا إترنال ديفا - أوزوالد ويسلر

## أدواره في ألعاب الفيديو
- سلسلة ألعاب غيلتي جير
  - غيلتي جير XX - سلاير
  - غيلتي جير Xrd - سلاير

## أدواره في الدبلجة اليابانية
- الطباخ الصغير - أنتون إيجو
- ثلاثية أفلام سيد الخواتم
  - سيد الخواتم: رفقة الخاتم - سارومان
  - سيد الخواتم: البرجان - سارومان
- الهوبيت : رحلة غير متوقعة - سارومان

## وصلات خارجية
- إييماسا كايومي على موقع IMDb (الإنجليزية)
- إييماسا كايومي على موقع ألو سيني (الفرنسية)
- إييماسا كايومي على موقع ميوزك برينز (الإنجليزية)
- إييماسا كايومي على موقع قاعدة بيانات الأفلام السويدية (السويدية)
- إييماسا كايومي على موقع قاعدة بيانات الفيلم (الإنجليزية)
- إييماسا كايومي على موقع كينوبويسك (الروسية)
- إييماسا كايومي على موقع ANN person (الإنجليزية)